# 会津若松 - 新潟線
会津若松 - 新潟線（あいづわかまつ - にいがたせん）は、福島県会津若松市と新潟県新潟市を結ぶ高速バス路線。
当項目では、同路線と福島県耶麻郡西会津町までほぼ同一の経路を運行する会津若松 - 野沢線（あいづわかまつ - のざわせん）についても併せて掲載する。

## 概要

新潟県・県外高速バス路線図。右側の橙色の路線が本路線である。

新潟線は、磐越自動車道が全線開通した1997年10月、4往復で運行を開始した。先着順の座席定員制で、事前予約は不要である。
野沢線は2004年、2往復で運行を開始した。数年前に廃止された国道49号経由の一般路線バスを補完する形で開設されたものである。

## 運行会社
- 会津乗合自動車（若松営業所）
- 新潟交通（新潟東部営業所）
  - 新潟線のみ運行。

## 停車停留所
▼…会津若松発は乗車のみ、野沢・新潟発は降車のみ扱い
▲…新潟・野沢発は乗車のみ、会津若松発は降車のみ扱い
◆・▽…西会津インター前：新潟線は両方面とも乗降可能、野沢線は会津若松発のみ停車、降車のみ扱い
∥…通過または他経路経由
＃…休憩停車を行うパーキングエリア
| 停車停留所 休憩箇所    | 停車停留所 休憩箇所      | 所在地 | 所在地         | 所在地         | 新潟線 | 野沢線 | 備考                                                                             |
| ---------------------- | ------------------------ | ------ | -------------- | -------------- | ------ | ------ | -------------------------------------------------------------------------------- |
| 竹田病院前             | 竹田病院前               | 福島県 | 会津若松市     | 会津若松市     |        | ▼      |                                                                                  |
| 米代二丁目             | 米代二丁目               | 福島県 | 会津若松市     | 会津若松市     |        | ▼      |                                                                                  |
| 三の丁                 | 三の丁                   | 福島県 | 会津若松市     | 会津若松市     |        | ▼      |                                                                                  |
| 神明通り               | 神明通り                 | 福島県 | 会津若松市     | 会津若松市     |        | ▼      |                                                                                  |
| 会津若松駅前           | 会津若松駅前             | 福島県 | 会津若松市     | 会津若松市     | ▼      | ▼      | 会津若松発は駅前バスターミナル発                                                 |
| 北柳原                 | 北柳原                   | 福島県 | 会津若松市     | 会津若松市     | ▼      | ∥      |                                                                                  |
| 山見町                 | 山見町                   | 福島県 | 会津若松市     | 会津若松市     | ∥      | ▼      |                                                                                  |
| 郷の原                 | 郷の原                   | 福島県 | 会津若松市     | 会津若松市     | ∥      | ▼      |                                                                                  |
| 会津アピオ入口         | 会津アピオ入口           | 福島県 | 会津若松市     | 会津若松市     | ▼      | ▼      |                                                                                  |
| 磐越道                 | 西会津インター前         | 福島県 | 耶麻郡西会津町 | 耶麻郡西会津町 | ◆      | ▽      | 野沢線は会津若松発のみ停車、降車のみ扱い （野沢発は通過 ）                       |
| 石川屋商店前           | 石川屋商店前             | 福島県 | 耶麻郡西会津町 | 耶麻郡西会津町 | ∥      | ▲      |                                                                                  |
| 野沢郵便局前           | 野沢郵便局前             | 福島県 | 耶麻郡西会津町 | 耶麻郡西会津町 | ∥      | ▲      |                                                                                  |
| 町営駐車場前           | 町営駐車場前             | 福島県 | 耶麻郡西会津町 | 耶麻郡西会津町 | ∥      | ▲      |                                                                                  |
| 公民館前               | 公民館前                 | 福島県 | 耶麻郡西会津町 | 耶麻郡西会津町 | ∥      | ▲      |                                                                                  |
| かわちや前             | かわちや前               | 福島県 | 耶麻郡西会津町 | 耶麻郡西会津町 | ∥      | ▲      |                                                                                  |
| よりっせ前             | よりっせ前               | 福島県 | 耶麻郡西会津町 | 耶麻郡西会津町 | ∥      | ▲      | 道の駅にしあいづ                                                                 |
| 蒲生館前               | 蒲生館前                 | 福島県 | 耶麻郡西会津町 | 耶麻郡西会津町 | ∥      | ▲      |                                                                                  |
| 野沢駅前               | 野沢駅前                 | 福島県 | 耶麻郡西会津町 | 耶麻郡西会津町 | ∥      | ▲      |                                                                                  |
| 磐越道                 | （上川パーキングエリア） | 新潟県 | 東蒲原郡阿賀町 | 東蒲原郡阿賀町 | ＃     |        | 10分間 ※希望者がいなければ通過                                                   |
| 磐越道                 | 津川インター前           | 新潟県 | 東蒲原郡阿賀町 | 東蒲原郡阿賀町 | ▲      |        |                                                                                  |
| 磐越道                 | 三川BS                   | 新潟県 | 東蒲原郡阿賀町 | 東蒲原郡阿賀町 | ▲      |        |                                                                                  |
| 磐越道                 | 安田インター前           | 新潟県 | 阿賀野市       | 阿賀野市       | ▲      |        |                                                                                  |
| 磐越道                 | 川口BS                   | 新潟県 | 新潟市         | 秋葉区         | ▲      |        |                                                                                  |
| 新潟駅前               | 新潟駅前                 | 新潟県 | 新潟市         | 中央区         | ▲      |        | 新潟発は万代口・東大通14番バスのりば発 会津若松発は帝石ビル前着                  |
| 万代シテイバスセンター | 万代シテイバスセンター   | 新潟県 | 新潟市         | 中央区         | ▲      |        | 新潟発は5番線（構内ロータリー）発 会津若松発は11～13番線（東港線沿いバスベイ）着 |
| 新潟空港               | 新潟空港                 | 新潟県 | 新潟市         | 東区           | ▲      |        | 新潟発1便、会津若松発4便は停車しない（万代シテイ発着）                           |

## 運行経路

### 新潟線
会津若松市内 - 国道118号・国道49号・国道121号 - （会津若松インターチェンジ） - 磐越自動車道 - （新潟中央JCT） - 日本海東北自動車道 - （新潟亀田IC） - 国道49号亀田バイパス - 紫竹山インターチェンジ - 国道7号栗ノ木バイパス・明石通 - 新潟県道33号新潟停車場線 - 国道7号

### 野沢線
会津若松市内 - 国道118号・福島県道64号会津若松裏磐梯線・国道49号・国道121号 - （会津若松インターチェンジ） - 磐越自動車道 - （西会津IC） - 西会津町内

## 歴史
- 1997年（平成9年）10月2日 - 前日の磐越自動車道の全通により運行開始[1]。当初は会津若松駅前発着であった[1]。
- 199x年 - 津川インター前バス停新設。
- 200x年 - 鶴ヶ城合同庁舎前まで延伸。
- 200x年 - 北柳原にて客扱い開始。
- 2004年（平成16年）4月1日 - 「西会津インター前」バス停が新設され、若松～新潟線4往復が停車[2]。加えて、野沢駅前～鶴ヶ城・合同庁舎前2往復を運行開始[2]。
- 2006年（平成18年）2月 - 野沢線、西会津インター前での降車扱い開始。
- 2007年（平成19年） - 野沢線、山見町経由にルート変更。
- 2015年（平成27年） - 野沢線、若松市内の発着を竹田病院前に変更。
- 2019年（令和元年）
  - 9月1日 - 若松線、この日より新潟地区において一部便を「新潟空港」まで延伸。若松地区においては、「若松駅前バスターミナル」始発・「会津若松駅前」終点となり「鶴ヶ城・合同庁舎前」「神明通り」停留所を廃止[3][4][5][6]。
  - 9月30日 - カードシステムの老朽化に伴い、若松線において利用可能だった高速バス共通バスカードの発売を終了（利用は2021年3月31日まで）[7][8]。
  - 10月1日 - 若松線、消費税率引き上げに伴い運賃を改定[8][9]。
- 2020年（令和2年）4月25日 - 新型コロナウイルスの影響により、若松線がこの日より当面の間運休[10][11]。

## 使用車両
会津若松 - 新潟線は両社ともハイデッカー4列シート補助席付き・化粧室なし車両で運行する。